# Thoracibidion pleurostictum
Thoracibidion pleurostictum är en skalbaggsart som först beskrevs av Bates 1885. Thoracibidion pleurostictum ingår i släktet Thoracibidion och familjen långhorningar.
Artens utbredningsområde är:
- Costa Rica.
- Honduras.
- Panama.

Inga underarter finns listade i Catalogue of Life.